# Giv'at Javor
Giv'at Javor (hebrejsky: גבעת יבור) je vrch o nadmořské výšce 86 metrů v severním Izraeli, v Dolní Galileji.
Nachází se cca 9 kilometrů západně od města Karmi'el. Má podobu nevýrazného odlesněného návrší, na jehož jižním úpatí se rozkládá zemědělský areál Chavat Javor, který se nachází v plochém údolí, jímž přitéká z hor Dolní Galileji vádí Nachal Chilazon. Toto údolí již je výběžkem pobřežní nížiny, respektive Zebulunského údolí. Na východní straně na pahorek navazuje vrch Giv'at Achihud, na jehož vrcholu je položena průmyslová zóna Bar Lev. Na západním úbočí Giv'at Javor leží vesnice Jas'ur, na severním obec Achihud.